# Țarul de oțel
Țarul de oțel (1981) (titlu original The Steel Tsar) este un roman science fiction de istorie alternativă scris de Michael Moorcock.  Este parte a trilogiei Nomadul timpului (1982) care mai conține romanele Amiralul văzduhului (1971) și Leviatanul terestru (1974). Trilogia prezintă aventurile căpitanului Oswald Bastable din armata britanică edwardiană într-un secol XX alternativ.

## Rezumat
Bastable este martorul unui 1941 alternativ, în care Marea Britanie și Germania au devenit aliate la începutul secolului și nu au avut loc nici vreun război mondial, nici Marea Revoluție din Octombrie. În lumea acestui Imperiu Rus, Bastable îl întâlnește pe rebelul Iosif Vissarionovich Dzhugashvili.